# USS Antietam (CV-36)
«Антітем» (англ. USS Antietam (CV-36)) — важкий ударний авіаносець США періоду Другої світової війни типу «Ессекс», довгопалубний підтип. Другий корабель з такою назвою у ВМС США.
Свою назву отримав на честь битви під Антітемом у 1862 році під час Громадянської війни у США.

## Історія створення
Авіаносець «Антітем» був закладений 15 березня 1943 року на верфі флоту у Філадельфії. Спущений на воду 20 серпня 1944 року. Корабель вступив у стрій 28 січня 1945 року.

## Історія служби
Після вступу у стрій та тренувального плавання авіаносець «Антітем» вирушив на Далекий Схід, але участі у бойових діях взяти не встиг. Протягом 1945—1949 років ніс службу у складі Тихоокеанського флоту. 21 червня 1949 року був виведений в резерв, але 17 січня 1951 року знову введений у стрій.
Брав участь у Корейській війні у складі 7-го флоту, здійснивши один похід на ТВД (15.10.1951-22.03.1952). Брав участь в операції «Стренгл» з ізоляції лінії фронту. У листопаді 1951 року постраждав від пожежі, яка виникла внаслідок аварії при посадці реактивного літака (6 чоловік загинули, 10 були поранені, згоріло 7 літаків).
Протягом вересня — грудня 1952 року на верфі флоту в Нью-Йорку пройшов модернізацію, під час якої був обладнаний експериментальною кутовою палубою. 1 жовтня 1952 року перекласифікований в ударний авіаносець CVA-36. 1 серпня 1953 року перекласифікований у протичовновий авіаносець CVS-36 та переведений до складу Атлантичного флоту.
21 квітня 1957 року авіаносець передали навчальному центру морської авіації у Пенсаколі.
8 травня 1963 року «Антітем» вивели в резерв, 1 травня 1973 року виключили зі списків флоту й у 1974 році продали на злам.